# Shoot'Em-Up Construction Kit
Shoot'Em-Up Construction Kit ett datorprogram utvecklat av Sensible Software med vars hjälp det är möjligt att skapa shoot 'em up-spel till Commodore 64, Amiga och Atari ST.